# Glückliche Reise – Kapstadt
Glückliche Reise – Kapstadt (auch Glückliche Reise – Südafrika) ist ein deutscher Fernsehfilm von Stefan Bartmann. Die Produktion des 16. Teils der Fernsehreihe Glückliche Reise erfolgte im Februar und März 1993 in Kapstadt und Paarl (Südafrika). Der Film hatte seine Premiere am 7. Oktober 1993 auf ProSieben.

## Besetzung
Die Flugzeugbesatzung besteht aus Kapitän Viktor Nemetz (Juraj Kukura), seinem Co-Piloten Rolf Erhardt (Volker Brandt) sowie den Stewardessen Sabine Möhl (Alexa Wiegandt), Alexandra Peters (Claudine Wilde) und Eva Fabian (Sandra Krolik). Die Reiseleiter Sylvia Baretti und Andreas von Romberg werden von Conny Glogger und Thomas Fritsch gegeben. Als Gastdarsteller sind Monika Peitsch, Judy Winter und Harald Leipnitz zu sehen. 

## Handlung
Kapitän Viktor Nemetz wird auf dieser Reise von Ehefrau Elke begleitet. In Kapstadt möchte sie ihrer Leidenschaft, dem Glücksspiel, frönen und besucht mit dem widerstrebenden Viktor ein Spielcasino. Dort lernen sie den spielsüchtigen und hoch verschuldeten Weingutbesitzer Edward Beaufort kennen. Edward überredet Viktor bei einem Besuch auf seinem Weingut zu einer Spritztour im eigenen Privatflugzeug in ein Spielerparadies. Auf dem Weg dorthin muss Viktor das alte Flugzeug auf einer Landstraße notlanden. Dort befindet sich ein offensichtlich fluchtartig verlassenes Fahrzeug, in dessen Inneren Elke, Viktor und Edward einen Geldkoffer entdecken. Edward hat alles Mögliche mit dem gefundenen Geld vor, zurückgeben möchte er es aber nicht.
Melanie von Romberg, Stiefmutter von Andreas und Nudelfabrikantin, möchte ihren Stiefsohn dazu bewegen, seinen Job als Geschäftsführer in der familieneigenen Fabrik wieder aufzunehmen. Andreas aber hängt an seiner Tätigkeit als Reiseleiter und weigert sich. Nun soll eine Wette entscheiden: Wenn es Andreas gelingt, seine Stiefmutter unter den Tisch zu trinken, darf er bleiben. Melanie aber erweist sich als die Trinkfestere. Großzügig verzichtet sie schließlich auf ihren Stiefsohn, als sie seine Leidenschaft für den neuen Beruf erkennt.
Sabine Möhl ist unlängst zur Purserin befördert worden. Ihre Kollegen möchten ihr deshalb ein Geschenk machen und entdecken unabhängig voneinander bei einem betrügerischen Antiquitätenhändler eine angeblich einmalige antike Schatzkarte. Der Antiquitätenhändler hat einiges zu erklären, als Sabine das Unikat drei Mal zum Geschenk erhält.